# Machame Magharibi
Machame Magharibi (übersetzt „Machame West“) ist ein Verwaltungsbezirk (Ward) des Distrikts Hai in der tansanischen Region Kilimandscharo.

## Geografie
Machame Magharibi liegt im Nordosten von Tansania, etwa 25 Kilometer Luftlinie nordwestlich der Regionshauptstadt Moshi am südwestlichen Abhang des Kilimandscharo. Das Gebiet steigt von 1400 Meter Seehöhe im Süden nach Norden zum Cathedral Point des Kraters Shira auf 3872 Meter an.
Der Bezirk grenzt im Norden an Motamburu Kitendeni des Distrikts Rombo, im Osten an Machamae Kaskazini, im Süden an Machame Uroki und im Westen an Machame Mashariki. Bei der Volkszählung 2022 lebten 4827 Menschen in 1454 Haushalten auf einer Fläche von 99,8 Quadratkilometern.

## Gliederung
Der Bezirk besteht aus zwei Gemeinden (Mtaa) mit zwölf Orten (Kitongoji):
| Nronga - Naluti - Nkwakishu - Nkwelengya - Nkwamandaa - Nrwaa - Miaseni - Nkwamakya | Kyeeri - Kyeeri Ndoo - Kyeeri Sinde - Maanga - Woongo - Iwala |

## Wirtschaft und Infrastruktur
- Bildung: Im Bezirk gibt es zwei weiterführende Schulen,[7] die staatliche Kikafu Secondary School[8] und die von der evangelisch-lutherischen Kirche geleitete Nronga Secondary School.[9] Beide bilden Jugendliche bis zur 4. Stufe aus.
- Gesundheit: In den Gemeinden Nronga[10] und Kyeeri[11] befindet sich je eine staatliche Apotheke.